# Talvatistjärnen
Talvatistjärnen är en sjö i Jokkmokks kommun i Lappland och ingår i Luleälvens huvudavrinningsområde. Sjöns area är 0,016 kvadratkilometer och den befinner sig 150 meter över havet.